# 查尔斯·麦基尔文
查尔斯·麦基尔文（英語：Charles McIlvaine，1903年8月6日—1975年1月30日），美国男子赛艇运动员。他曾代表美国参加1928年夏季奥林匹克运动会赛艇比赛，联同保罗·科斯特洛获得男子双人双桨金牌。